# راجکشوور پوریاگ
راجکشوور پوریاگ (به انگلیسی: Kailash Rajkeswur Purryag) (زاده ۱۲ دسامبر ۱۹۴۷)، رئیس‌جمهور وقت کشور موریس و به عنوان پنجمین رئیس‌جمهور این کشور از ژوئیه ۲۰۱۲ تا کنون است.
وی ریاست پارلمان ملی موریس را بین سالهای ۲۰۰۵ تا ۲۰۱۲ برعهده داشت و پس از استعفای آنرود جوگنوث (Anerood Jugnauth) رئیس‌جمهور سابق موریس به عنوان رئیس جمهور برگزیده شد. جوگنوث، از سال ۲۰۰۳ تا زمان استعفایش در اواخر مارس ۲۰۱۲، به مدت ۹ سال رئیس‌جمهور موریس بود که به علت اختلاف با نخست وزیر استعفا داد.
موریس از سال ۱۹۶۸ مستقل شده و در ماه مارس ۱۹۹۲، یک جمهوری در داخل کشورهای مشترک‌المنافع شده است.